# Wolfgang Schachinger

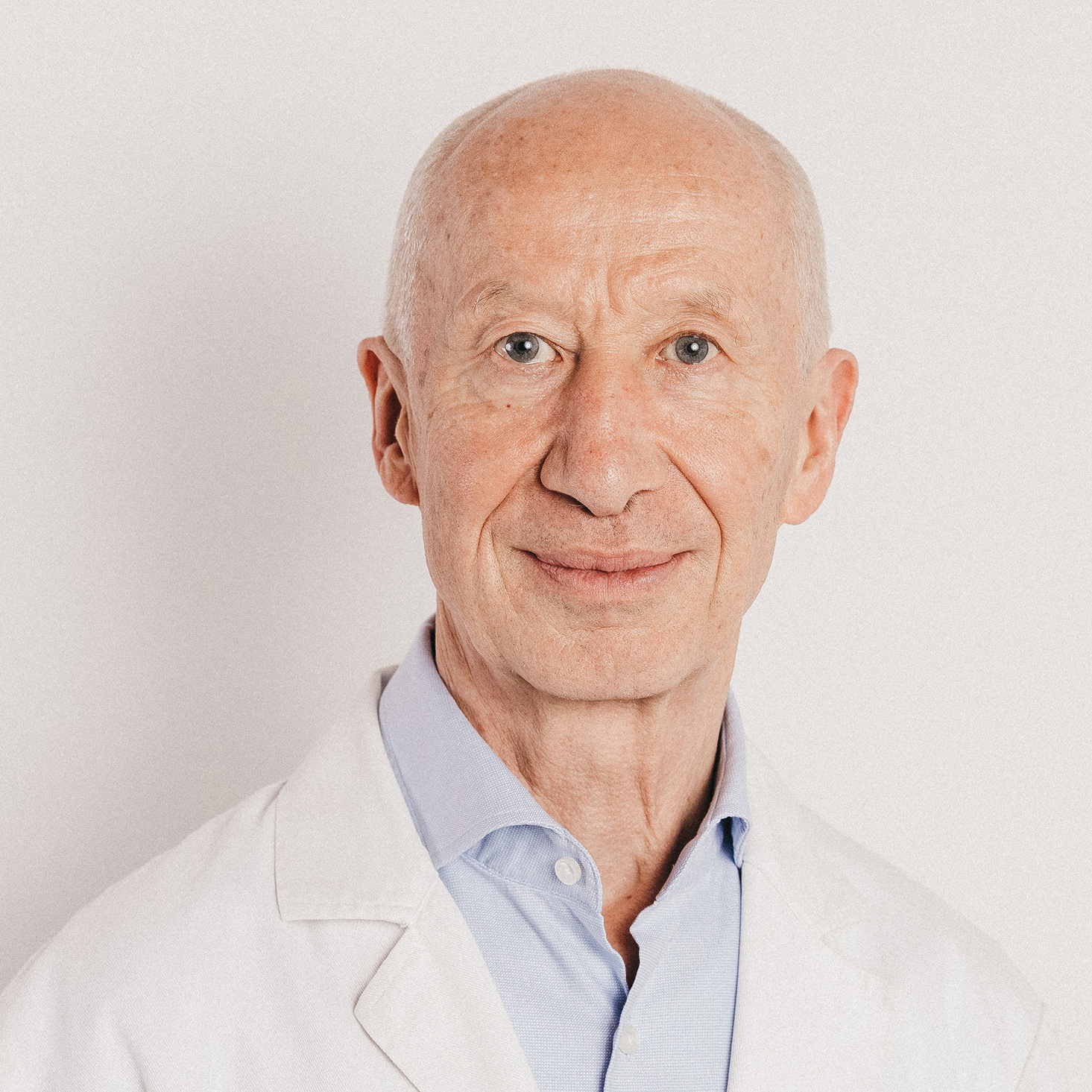
Wolfgang Schachinger (2021)

Wolfgang Schachinger (* 19. November 1953 in Obernberg am Inn) ist ein österreichischer Sachbuchautor und in der Ayurvedamedizin tätiger Arzt. Er ist zusammen mit Ernst Schrott Autor mehrerer Bücher über Ayurveda und Transzendentale Meditation.

## Ausbildung
Schachinger promovierte 1979 an der Leopold-Franzens-Universität Innsbruck in Humanmedizin zum Dr. med. univ. Anschließend war er bis 1982 in Ausbildung zum Arzt für Allgemeinmedizin im Krankenhaus der Barmherzigen Schwestern in Ried im Innkreis. Er zeigte schon während des Medizinstudiums in Innsbruck reges Interesse für die vedische Tradition und schloss eine Ausbildung zum Lehrer für Transzendentale Meditation ab. Er absolvierte postgraduelle alternativmedizinische Ausbildungen unter anderem in Homöopathie bei Mathias Dorcsi in Wien sowie in Ayurveda-Medizin an der Maharishi-Vedic-Universität in Indien und in den Niederlanden.
Außerdem verfügt er über ein ÖAK-Diplom für Orthomolekulare Medizin.

## Wirken
Wolfgang Schachinger gründete 1983 seine eigene Praxis und ist seitdem als Allgemeinarzt mit Naturheilverfahren (Ayurveda) in Ried im Innkreis tätig. Diese Praxis wird seit 2013 als Privatpraxis mit den Schwerpunkten Ayurveda und integrative Medizin geführt. 1993 gründete er das Maharishi Ayurveda Gesundheits- und Seminarzentrum in Ried im Innkreis, in dem alle 20 Ansätze des Maharishi Ayurveda einschließlich der Panchakarma-Reinigungskur angeboten werden. Schachinger übt regelmäßig Seminar- und Vortragstätigkeiten zum Thema Ayurveda-Medizin für Ärzte und medizinische Laien in Österreich, Deutschland und Südtirol aus.
Er ist Vorstandsmitglied der Deutschen Gesellschaft für Ayurveda, Leiter und Dozent der Deutschen Ayurveda Akademie, Verwaltungsrat der AyurvedaVeda AG Schweiz, Gründungs- und Vorstandsmitglied des Ärzteverbandes der Österreichischen Gesellschaft für Ayurvedische Medizin, Präsident der European Ayurveda Medical Association, Mitbegründer und Präsident des gemeinnützigen Vereines Gemeinsam gegen Landminen sowie ärztlicher Leiter von soma - Zentrum für Maharishi Ayurveda und ganzheitliche Medizin in Geboltskirchen.

## Auszeichnungen (Auswahl)
- 2006 Ehrung zum Ambassador of Ayurveda durch den Peediyakkal Medical and Charitable Trust, Kerala, Indien[3]
- 2014 Auszeichnung mit dem Äskulap-Humanitätspreis der Ärztekammer und des Landes Oberösterreich für sein Engagement bei Gemeinsam gegen Landminen[4]

## Publikationen (Auswahl)
- Gesundheit aus dem Selbst. Kamphausen-Verlag, 1999, ISBN 3-933496-42-X.
- Kopfschmerz muss nicht sein, Aurum-Verlag, 2002, ISBN 3-89901-001-9. (eingeschränkte Vorschau in der Google-Buchsuche)
- Gelenk- und Rückenschmerzen müssen nicht sein. Aurum-Verlag, 2002, ISBN 3-89901-002-7. (eingeschränkte Vorschau in der Google-Buchsuche)
- Bluthochdruck muss nicht sein. Aurum-Verlag, 2003, ISBN 3-89901-008-6. (eingeschränkte Vorschau in der Google-Buchsuche)
- Handbuch Ayurveda. Haug-Verlag, 2005, ISBN 3-8304-2106-0. (eingeschränkte Vorschau in der Google-Buchsuche)